# Croissy-sur-Seine
Croissy-sur-Seine é uma comuna francesa na região administrativa da Île-de-France, no departamento de Yvelines. A comuna possui 9098 habitantes segundo o censo de 1990.